# Сельское поселение Старорузское
Се́льское поселе́ние Старору́зское — упразднённое в 2017 году муниципальное образование (сельское поселение) упразднённого Рузского муниципального района Московской области. Образовано в 2005 году, включает 46 населённых пунктов позже упразднённых Старорузского и Комлевского сельских округов. Площадь — 239,56 км².
Административный центр — деревня Нестерово.
Глава сельского поселения — Толкачёв Григорий Анатольевич.
Председатель совета депутатов — Нестругина Ирина Викторовна.

## Население
| 2006  | 2007  | 2008  | 2009  | 2010  | 2011  | 2012  |
| ----- | ----- | ----- | ----- | ----- | ----- | ----- |
| 6490  | ↗8638 | ↗8698 | ↗8826 | ↘8778 | ↗8877 | →8877 |
| 2013  | 2014  | 2015  | 2016  | 2017  |       |       |
| ↘8819 | ↗8851 | ↗8857 | ↗8992 | ↗9009 |       |       |

## Географические данные
Общая площадь — 23 956 га. Муниципальное образование находится в центральной части Рузского муниципального района, и граничит:
- с Можайским районом (на западе)
- с сельским поселением Ивановское (на северо-западе)
- с городским поселением Руза (на севере)
- с сельским поселением Волковское (на севере)
- с сельским поселением Колюбакинское (на востоке)
- с городским поселением Тучково (на юго-востоке)
- с сельским поселением Дороховское (на юге)

По территории поселения проходит участок автодороги Дорохово — Руза.

## Населённые пункты
Муниципальное образование сельское поселение Старорузское в существующих границах было образовано в 2005 году на основании закона Московской области «О статусе и границах Рузского муниципального района и вновь образованных в его составе муниципальных образований». В его состав входят 46 населённых пунктов бывших Старорузского и Комлевского сельских округов:
| Наименование  | Вид     | Население, (2010) | ОКАТО          | Бывшая административная единица |
| ------------- | ------- | ----------------- | -------------- | ------------------------------- |
| Алёшино       | деревня | 6                 | 46 249 813 010 | Комлевский сельский округ       |
| Бабаево       | посёлок | 39                | 46 249 813 019 | Комлевский сельский округ       |
| Белобородово  | деревня | 19                | 46 249 831 005 | Старорузский сельский округ     |
| Ботино        | деревня | 0                 | 46 249 831 006 | Старорузский сельский округ     |
| Брыньково     | деревня | 67                | 46 249 813 003 | Комлевский сельский округ       |
| Вандово       | деревня | 27                | 46 249 813 011 | Комлевский сельский округ       |
| Ватулино      | деревня | 149               | 46 249 813 013 | Комлевский сельский округ       |
| Вертошино     | деревня | 13                | 46 249 831 016 | Старорузский сельский округ     |
| Воробьёво     | деревня | 583               | 46 249 831 022 | Старорузский сельский округ     |
| Воскресенское | деревня | 44                | 46 249 813 008 | Комлевский сельский округ       |
| Вражеское     | деревня | 19                | 46 249 831 017 | Старорузский сельский округ     |
| Глухово       | деревня | 141               | 46 249 831 013 | Старорузский сельский округ     |
| Горбово       | посёлок | 453               | 46 249 831 020 | Старорузский сельский округ     |
| Горбово       | деревня | 14                | 46 249 831 019 | Старорузский сельский округ     |
| Горки         | деревня | 0                 | 46 249 813 021 | Комлевский сельский округ       |
| Городилово    | деревня | 5                 | 46 249 831 023 | Старорузский сельский округ     |
| Жиганово      | деревня | 8                 | 46 249 831 009 | Старорузский сельский округ     |
| Жолобово      | деревня | 5                 | 46 249 813 017 | Комлевский сельский округ       |
| Захнево       | деревня | 13                | 46 249 813 005 | Комлевский сельский округ       |
| Кожино        | деревня | 18                | 46 249 831 004 | Старорузский сельский округ     |
| Комлево       | деревня | 87                | 46 249 813 004 | Комлевский сельский округ       |
| Константиново | деревня | 3                 | 46 249 813 012 | Комлевский сельский округ       |
| Костино       | деревня | 85                | 46 249 813 014 | Комлевский сельский округ       |
| Красотино     | деревня | 7                 | 46 249 831 007 | Старорузский сельский округ     |
| Лукино        | деревня | 4                 | 46 249 831 021 | Старорузский сельский округ     |
| Малоиванцево  | деревня | 4                 | 46 249 813 007 | Комлевский сельский округ       |
| Марс          | деревня | 39                | 46 249 831 003 | Старорузский сельский округ     |
| Нестерово     | деревня | 2595              | 46 249 831 001 | Старорузский сельский округ     |
| Никулкино     | деревня | 15                | 46 249 813 020 | Комлевский сельский округ       |
| Новая         | деревня | 29                | 46 249 813 009 | Комлевский сельский округ       |
| Новониколаево | деревня | 0                 | 46 249 813 016 | Комлевский сельский округ       |
| Новотеряево   | посёлок |                   | 46 249 831 000 |                                 |
| Писарёво      | деревня | 44                | 46 249 831 014 | Старорузский сельский округ     |
| Румянцево     | деревня | 8                 | 46 249 831 025 | Старорузский сельский округ     |
| Рыбушкино     | деревня | 6                 | 46 249 813 006 | Комлевский сельский округ       |
| Старая Руза   | деревня | 1431              | 46 249 831 011 | Старорузский сельский округ     |
| Старая Руза   | посёлок | 403               | 46 249 831 026 | Старорузский сельский округ     |
| Старо         | деревня | 17                | 46 249 813 002 | Комлевский сельский округ       |
| Старотеряево  | посёлок | 938               | 46 249 831 024 | Старорузский сельский округ     |
| Сухарево      | деревня | 24                | 46 249 831 012 | Старорузский сельский округ     |
| Сытьково      | деревня | 820               | 46 249 813 001 | Комлевский сельский округ       |
| Тимохино      | деревня | 5                 | 46 249 831 018 | Старорузский сельский округ     |
| Тишино        | деревня | 5                 | 46 249 813 018 | Комлевский сельский округ       |
| Устье         | деревня | 577               | 46 249 831 015 | Староруский сельский округ      |
| Федьково      | деревня | 3                 | 46 249 831 008 | Старорузский сельский округ     |
| Чепасово      | деревня | 6                 | 46 249 813 015 | Комлевский сельский округ       |